# 费斯嘉灯塔
费斯嘉灯塔（英語：Fisgard Lighthouse）位于加拿大不列颠哥伦比亚省科尔伍德的费斯嘉岛，建于1859-1860年，是加拿大西海岸第一座灯塔。费斯嘉灯塔的外觀為白色，高14.6米，引领海军舰艇进入埃斯奎莫爾特港，以及商船进入维多利亚港。
燈塔於1929年從人手操作改為自動操作。1957年燈塔發生火警後短暫停止運作，修復完畢後於1958年列为加拿大国家古迹。

## 外部連結
- 维基共享资源上的相關多媒體資源：費斯嘉燈塔

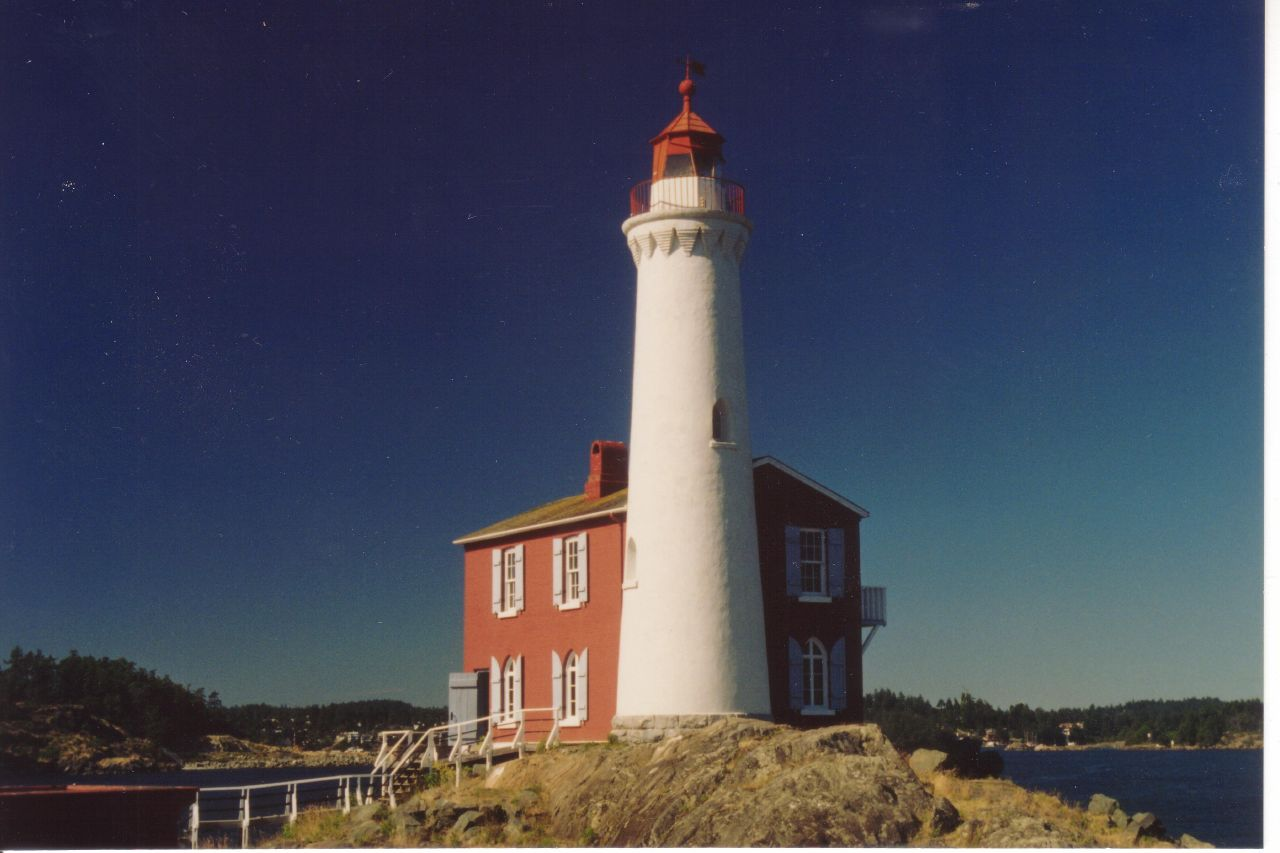
費斯嘉燈塔

- Fort Rodd Hill and Fisgard Lighthouse National Historic Sites – Parks Canada
- More Fisgard History （页面存档备份，存于）
- History and visitor information （页面存档备份，存于）
- The Canadian Encyclopedia Fisgard Lighthouse National Historic Site